# 圣佩德罗德盖略斯
圣佩德罗德盖略斯，是西班牙卡斯蒂利亚-莱昂塞戈维亚省的一个市镇。 总面积26平方公里，总人口337人（2001年），人口密度13人/平方公里。